# ناتالیا گوتسی
ناتالیا گوتسی (به انگلیسی: Nataliya Gotsiy) (زاده ۱۰ ژوئیه ۱۹۸۴) مدل و شخصیت تلویزیونی اوکراینی است.